# فونزيدل
فونزيدل (بالألمانية: Wunsiedel) هي بلدة ألمانية تقع في بافاريا في ألمانيا. يقدر عدد سكانها بـ 9,986 نسمة .

## المدن التوأمة
مدن Mende، شوارتسنبرغ زاكسن، فولتيرا و Ostrov هي مدن توأمة لفونزيدل.

## أعلام
- كارل لودفيغ ساند
- بيتر ماير
- إلسي هس
- يوجين يوهان كريستوف اسبير
- إيفان فون مولر
- جان باول